# Orientacja krystalograficzna

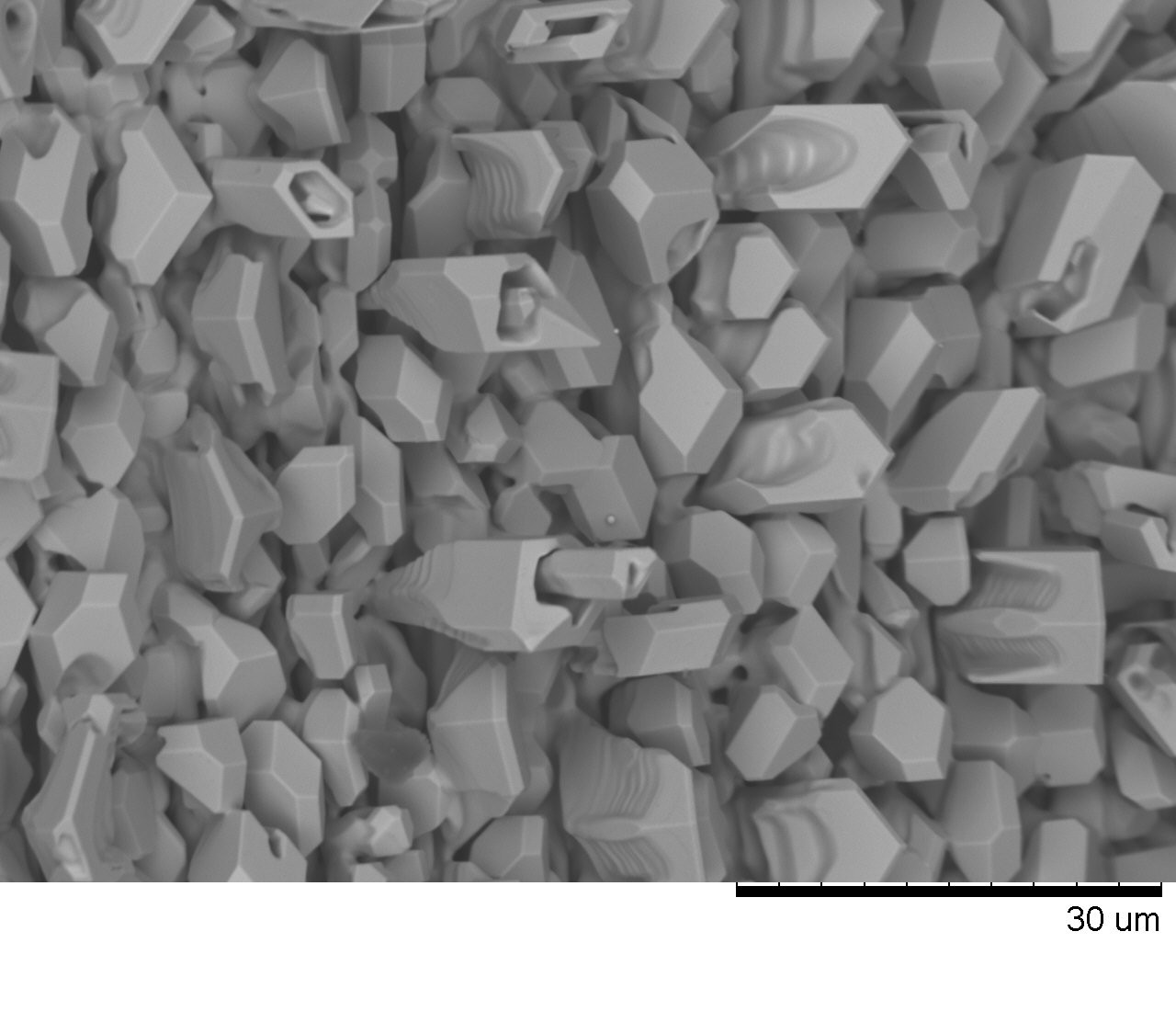
Powierzchnia elementu wykonanego z molibdenu o strukturze polikrystalicznej. Widoczna przypadkowa orientacja poszczególnych ziaren krystalicznych

Symulacja obrazów dyfrakcyjnych promieni rentgenowskich w zależności od orientacji monokryształu

Orientacja krystalograficzna – ułożenie przestrzenne sieci krystalicznej monokryształu w stosunku do zewnętrznego układu odniesienia (np. krawędzi i płaszczyzn ograniczających kryształ). W materiałach polikrystalicznych determinuje wzajemne ułożenie sieci poszczególnych ziaren krystalicznych, czyli teksturę krystaliczną.

## Wpływ orientacji krystalograficznej na właściwości materiału
Kryształy wykazują anizotropię, czyli zależność właściwości od kierunku. W materiałach polikrystalicznych orientacja krystalograficzna ziaren jest przypadkowa, a w efekcie ich właściwości uśredniają się i materiał jest izotropowy. Izotropia może być cechą pożądaną, np. przy głębokim wytłaczaniu blach, podczas którego metal powinien przemieszczać się równomiernie we wszystkich kierunkach. W niektórych zastosowaniach dąży się jednak do anizotropii poprzez uzyskanie uporządkowanej orientacji krystalograficznej. Np. łopatki turbin silników turboodrzutowych wytwarza się w komputerowo sterowanym procesie kierunkowego krzepnięcia, aby uzyskać pożądaną orientację krystaliczną, dzięki czemu mają lepszą odporność na wysoką temperaturę. Z kolei monokryształy kwarcu wywarza się z wykorzystaniem zarodków krystalizacji o zdefiniowanej orientacji krystalograficznej. Stwierdzono też, że uporządkowana orientacja krystalograficzna mikrokryształów grafitu w elektrodach może zostać wymuszona przez prowadzenie procesu formowania elektrody w silnym stałym polu magnetycznym. Akumulatory litowo-jonowe z tak wytworzonymi elektrodami ładują się blisko trzy razy szybciej niż z elektrodami standardowymi, z przypadkową orientacją. Orientacja krystalograficzna wpływa również na właściwości chemiczne produktu, np. aktywność katalizatorów. Przykładowo reakcja N
2 + 3H
2 → 2NH
3 zachodzi najefektywniej na powierzchniach (111) kryształów żelaza. Zróżnicowana reaktywność poszczególnych płaszczyzn krystalograficznych pozwala na ich uwidocznienie poprzez trawienie chemiczne stopów polikrystalicznych. Ziarna, które mają wystawione na działanie odczynnika bardziej reaktywne płaszczyzny, ulegają szybszemu strawieniu, pozostawiając ziarna o innej orientacji. Uzyskane płaszczyzny różnie zorientowanych mikrokryształów można zaobserwować pod mikroskopem lub wykorzystując zjawisko interferencji światła.